# Hemmeslöv
Hemmeslöv är ett område som refererar till de mindre områdena Eskilstorpsstrand, Hemmeslövsstrand i centralorten Båstad, stadsdelen Åstad samt samhällena Petersberg och Riviera. Hemmeslöv är delvis beläget inom tätorten Båstad. Området ligger huvudsakligen inom landskapet Halland men i Skåne län.

## Området

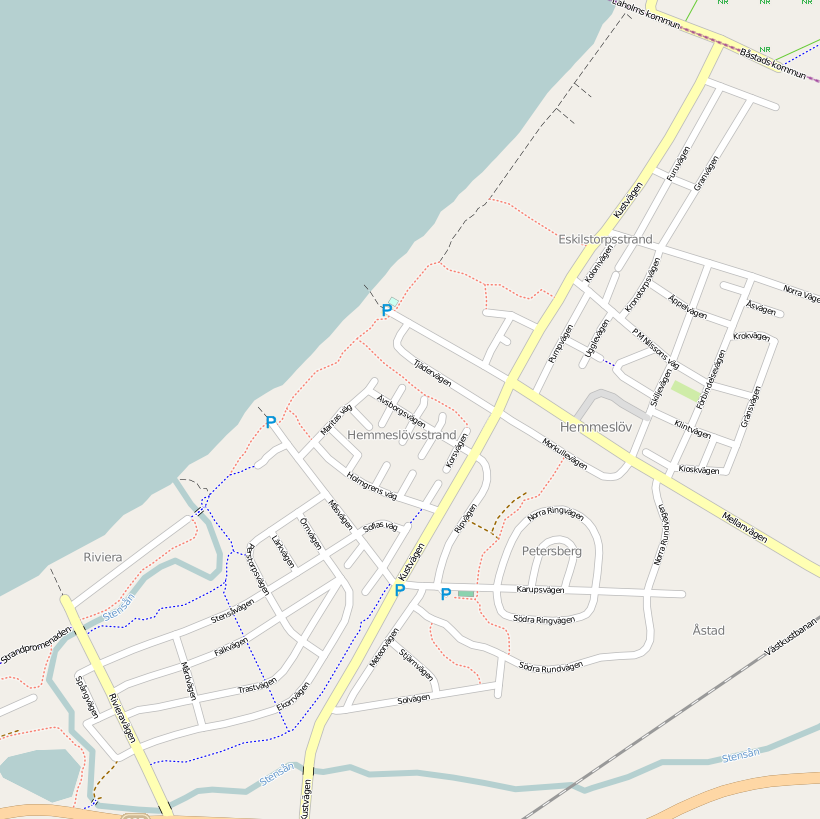
Orternas orientering i Hemmeslövsområdet

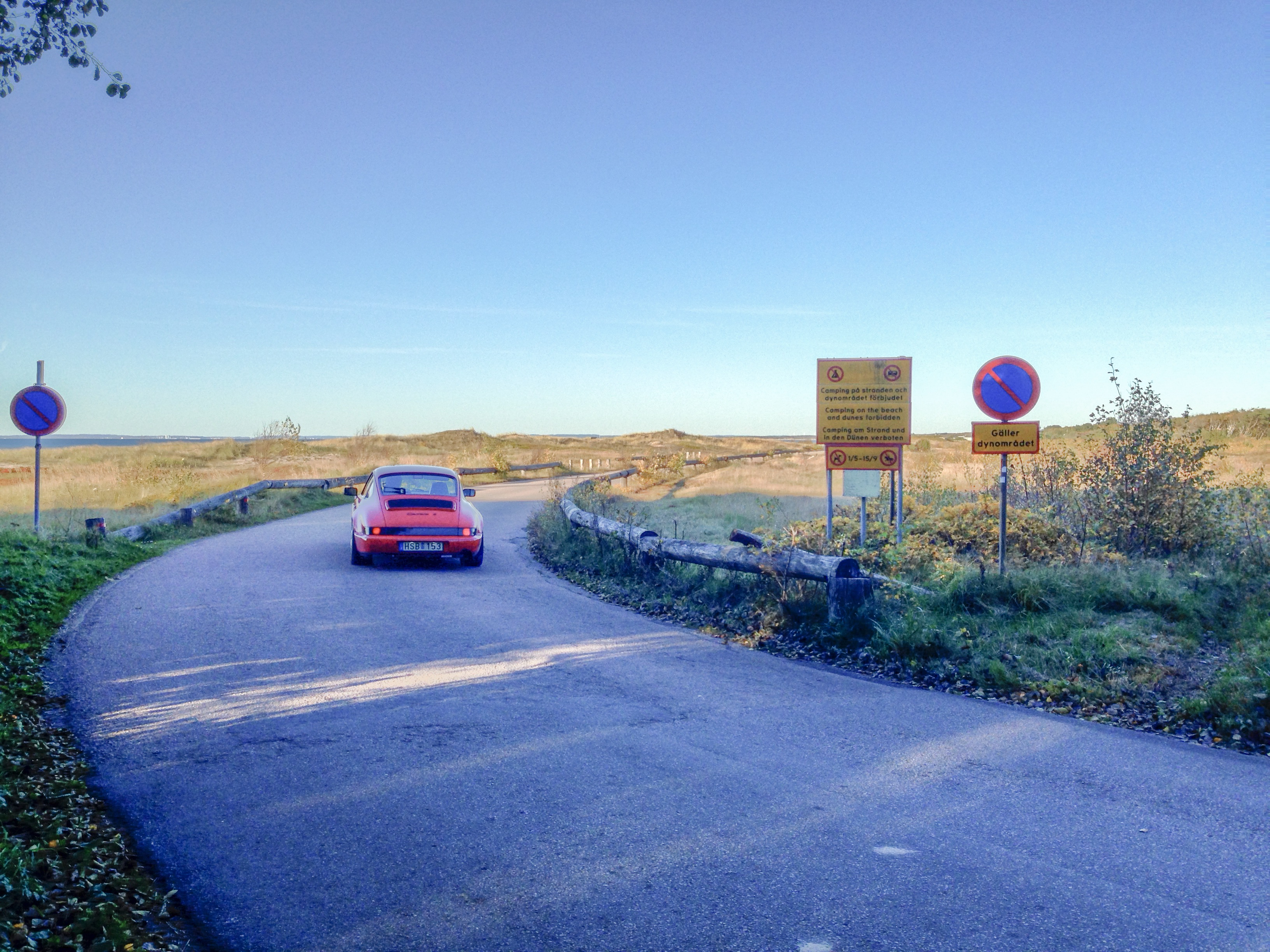
Utfarten ur området vid strandynerna och Kattegatt i Eskilstorpsstrand

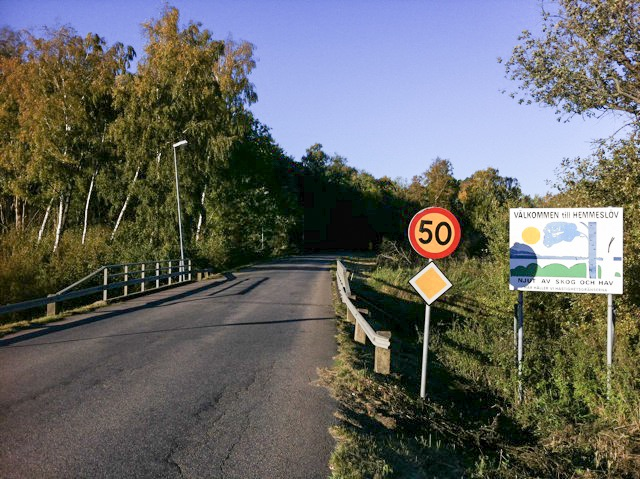
Infarten till Hemmeslövsområdet

Namnet Hemmeslöv kan tolkas som Hämirs lev vilket betyder kvarlämning eller arvegods. Området har sedan länge  varit populärt för såväl fritidsboende som åretruntboende. Cykel- och promenadvägar leder till Båstad i väster och  Mellbystrand i nordost. 

### Eskilstorpsstrand
Ortens kännetecken är tillgången till stranden och trollskogen vid Naturreservatet Skummeslöv Södra samt till vandringsstigar såsom Bokstigen, Bäckstigen, Ekstigen och Tallstigen.

### Hemmeslövsstrand
Hemmeslövsstrand ligger i västra delen av området med direkt tillgång till stranden samt till Stensån.

### Petersberg
Petersberg är Hemmeslövsområdets mittpunkt med dagligvaruhandel samt tillgång till tennisbanor.

### Riviera
Riviera började bebyggas på 1940-talet runt det för tiden lyxiga hotellet vid den finkorniga sandstranden "Rivieran".

### Åstad
Åstad är en kommande stadsdel i utkanten av Hemmeslövsområdet i Båstads kommun. Tidigare kallades Åstad för "Nya Hemmeslöv". Åstad kretsar kring Båstads nya knutpunkt, järnvägsstationen.

## Intressepunkter i Hemmeslöv
- Båstads station
- Hemmeslövssjön
- Funkishuset "Klitterhörn"
- Hotel Rivieras restaurang
- Laholmsbukten
- Laholmsbuktens strand
- Malens strandskog
- Södra Skummeslövs naturreservat
- Skånelinjen
- Stensån

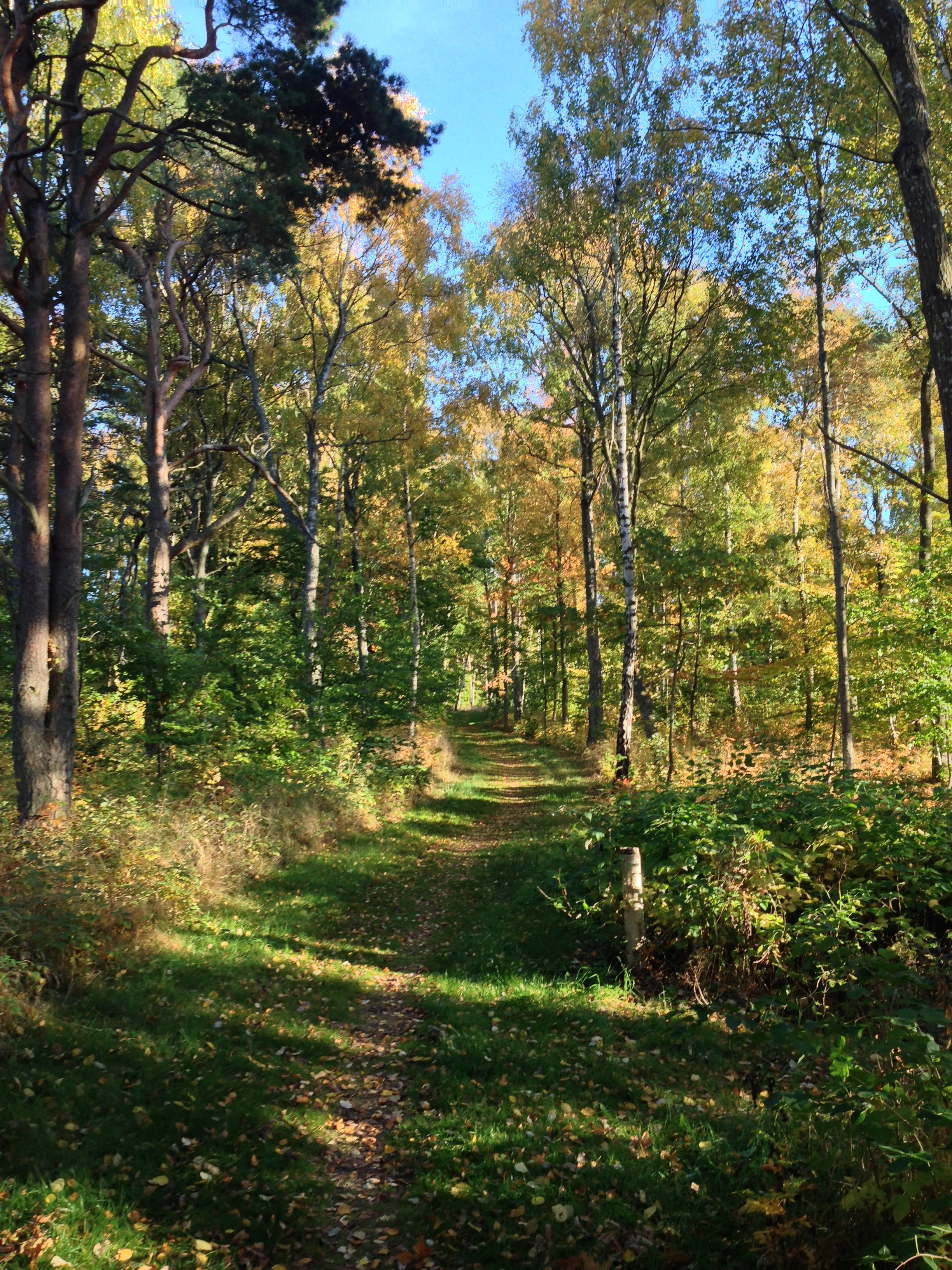
Bokstigen i Eskilstorpsstrand

- Vandringsstigar, Eskilstorpsstrand
- Villa Sommarlek

## Galleri

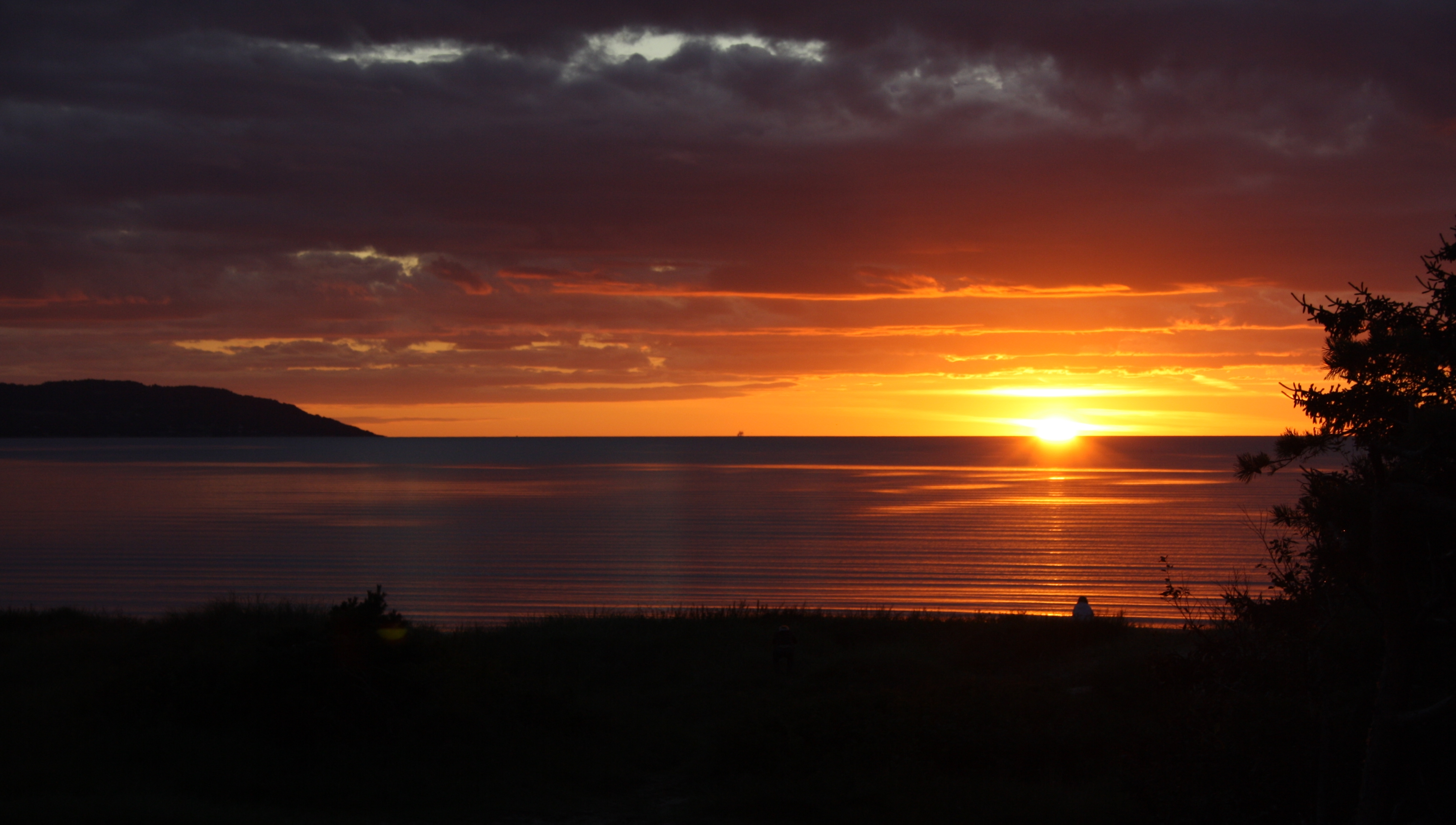
Solnedgång över Laholmsbukten. Vy från Hemmeslöv
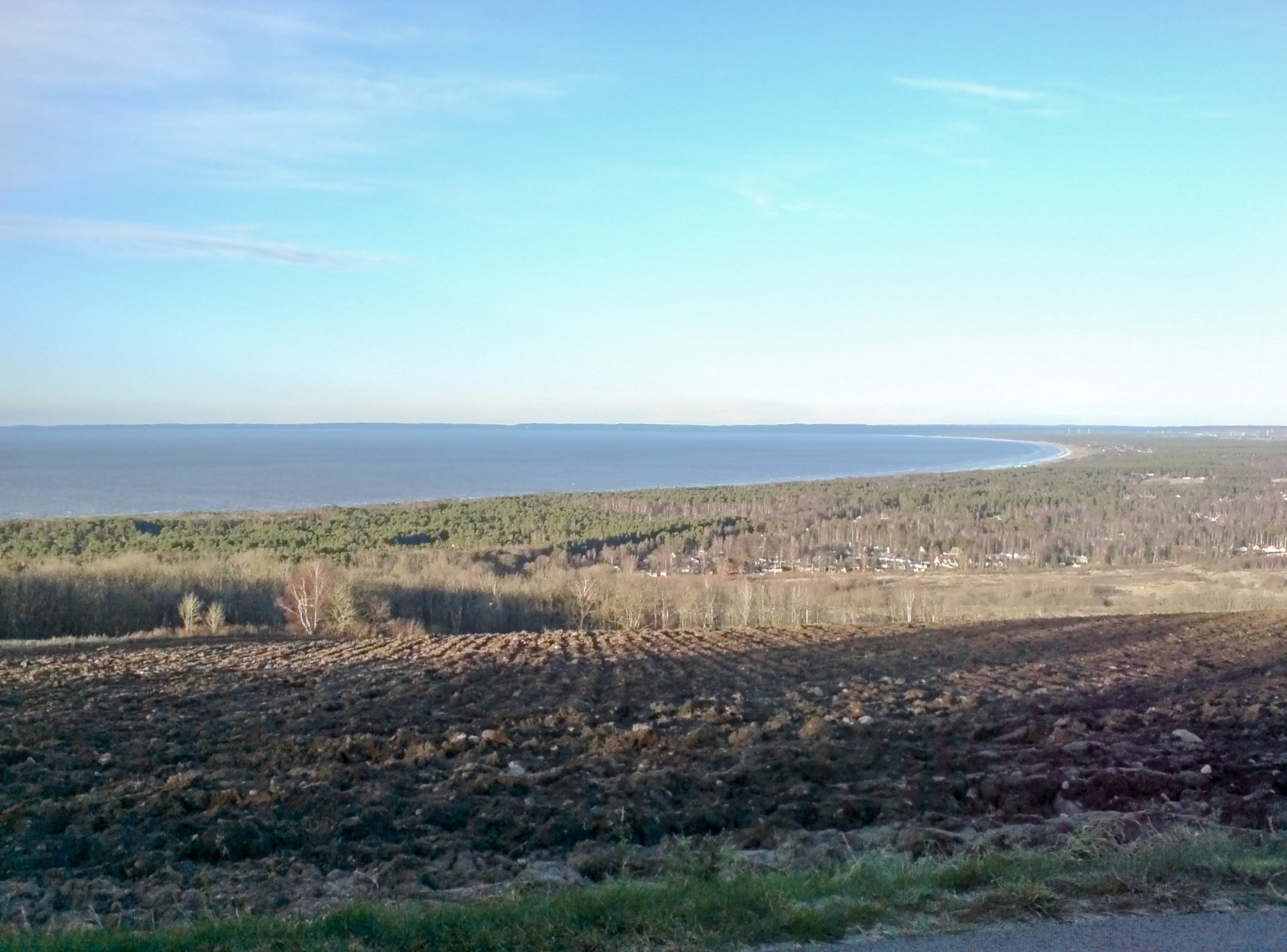
Hemmeslövsområdet sett från Hallandsås
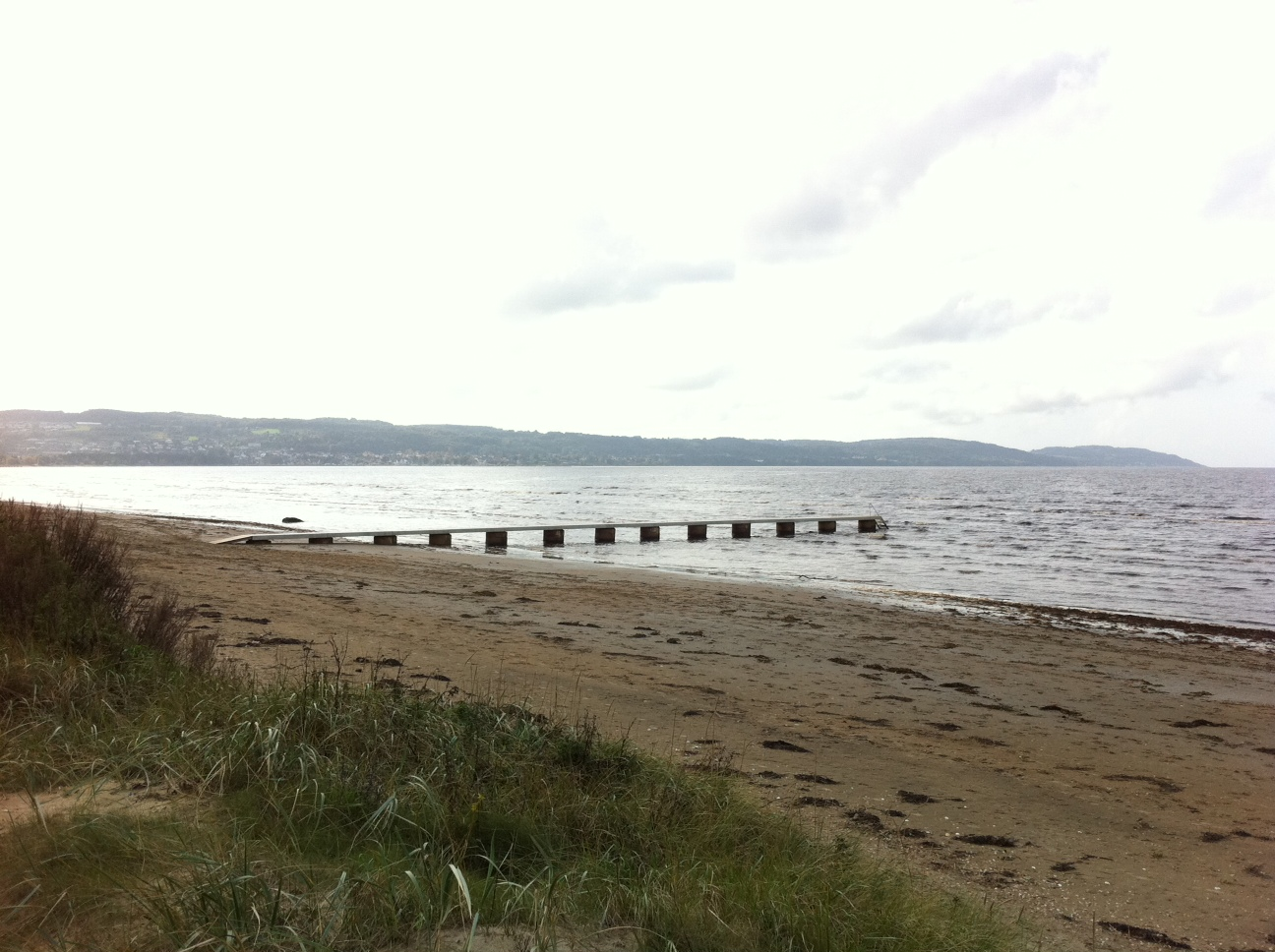
Badbrygga på gränsen mellan Hemmeslövsstrand och Eskilstorpsstrand med Båstad och Hallandsås i bakgrunden
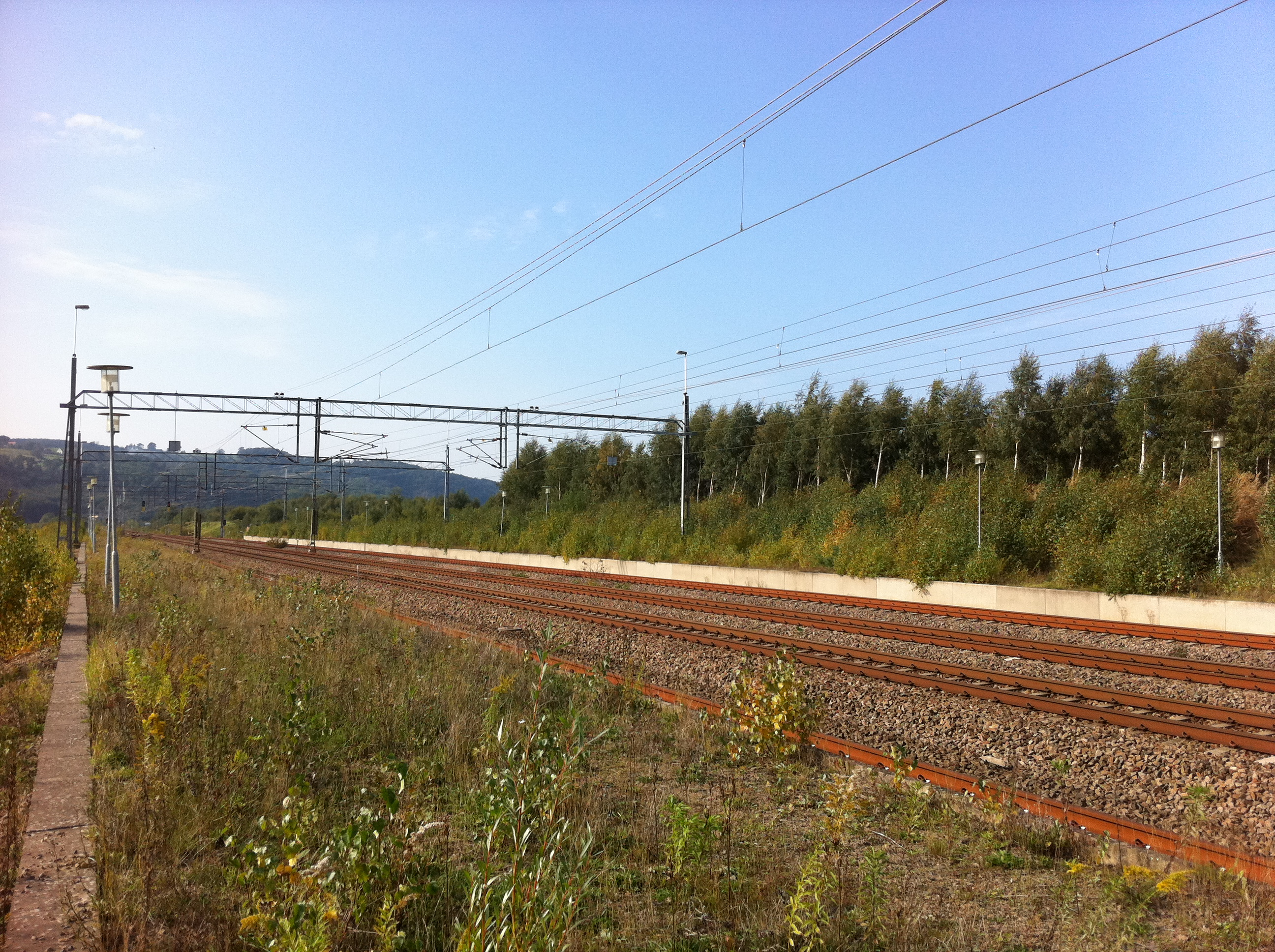
Bild av perrong innan invigning av Båstads station som vuxit igen på grund av försenat färdigställande av förbindelsen genom Hallandsåstunneln. Bild från 2011.
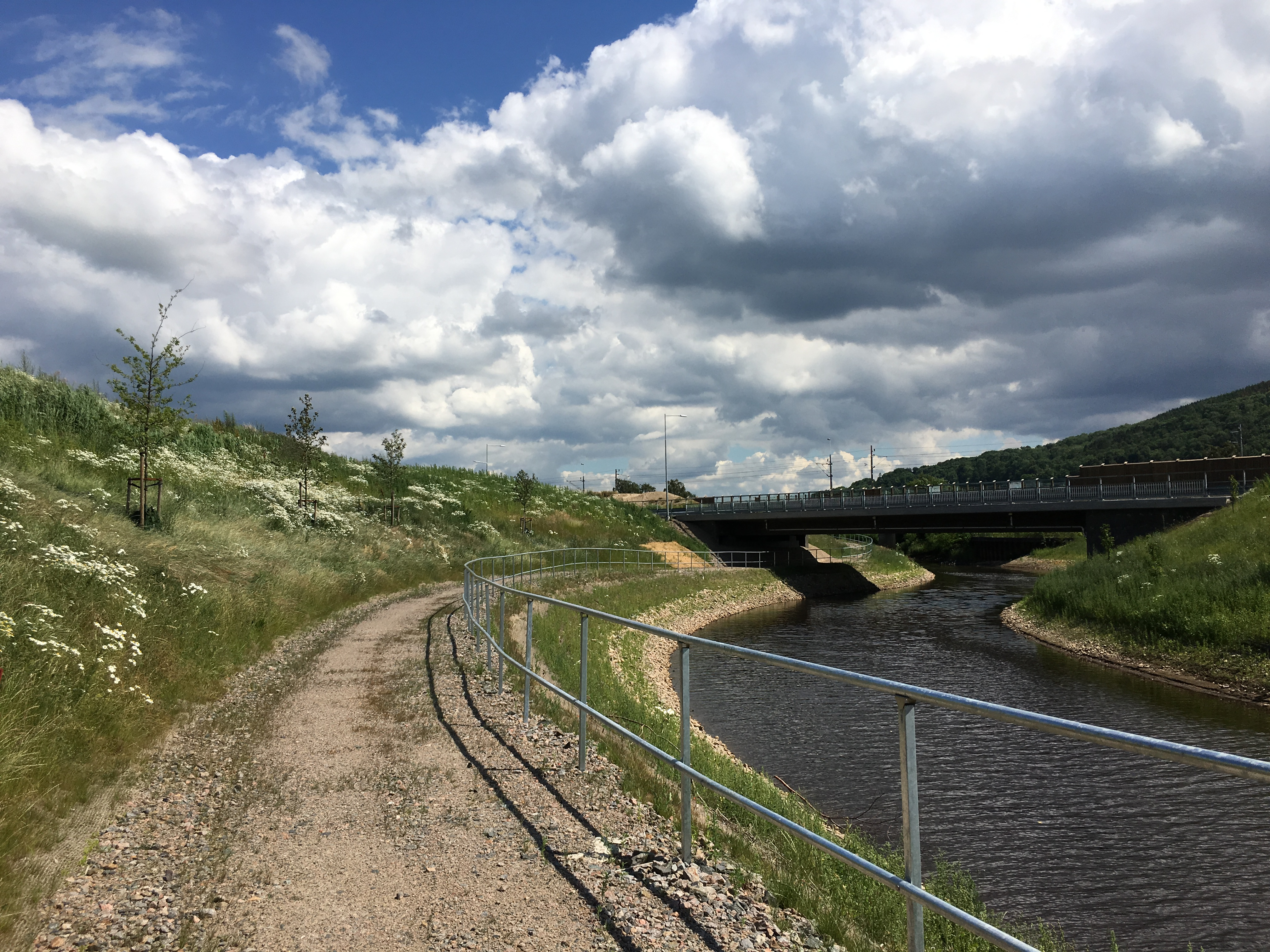
Bron över Stensån vid Åstad
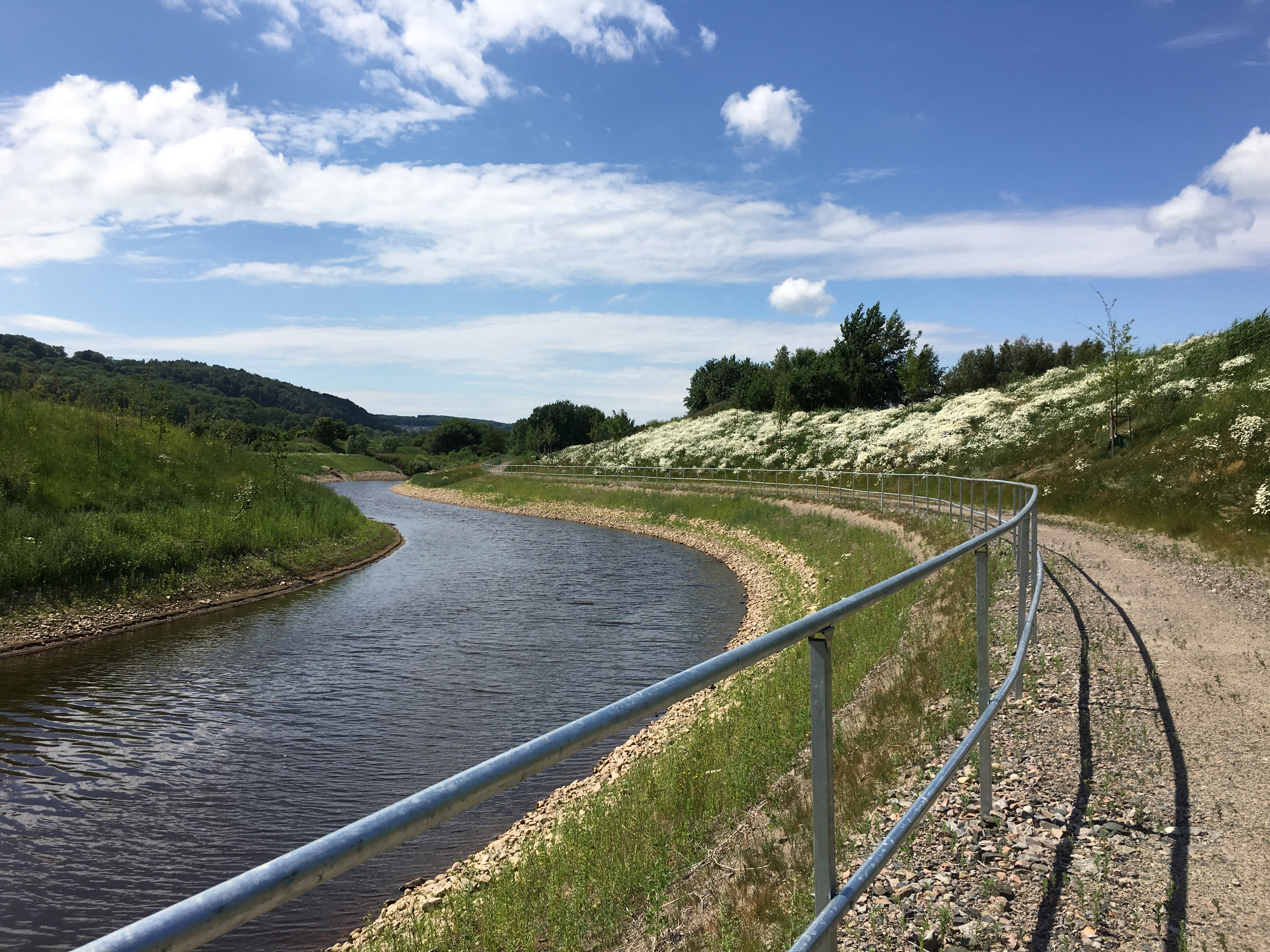
Stensån vid Åstad
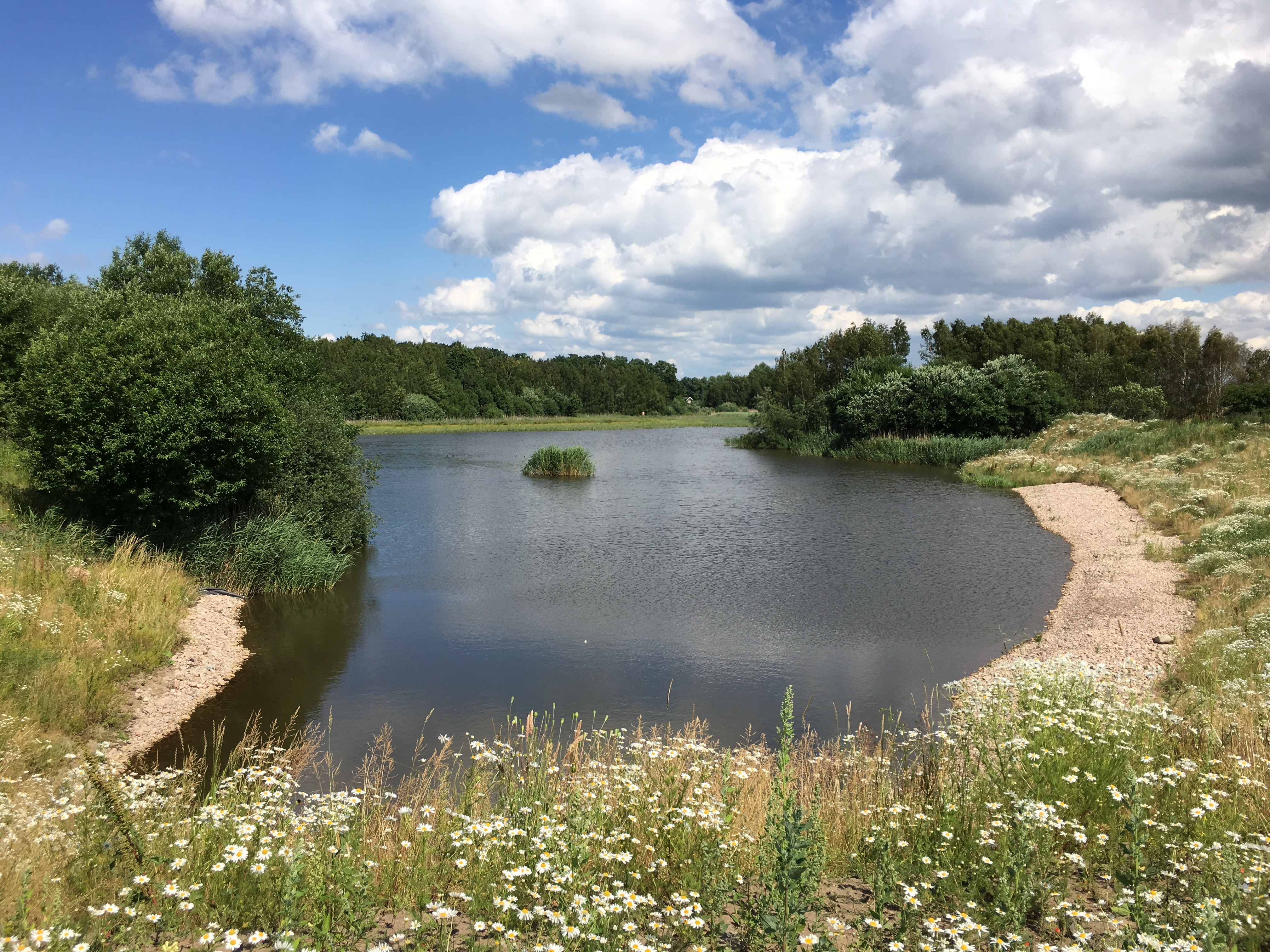
Hemmeslövssjön i Åstad